# Huangzhu, Hainan
Huangzhu är en köpinghuvudort i Kina. Den ligger i provinsen Hainan, i den södra delen av landet, omkring 64 kilometer söder om provinshuvudstaden Haikou. Antalet invånare är 10 317. Befolkningen består av 4 877 kvinnor och 5 440 män. Barn under 15 år utgör 20,0 %, vuxna 15-64 år 68 %, och äldre över 65 år 10,0 %.
Runt Huangzhu är det tätbefolkat, med 257 invånare per kvadratkilometer. Närmaste större samhälle är Chongxing, 17,9 km öster om Huangzhu. I omgivningarna runt Huangzhu växer huvudsakligen savannskog.
Genomsnittlig årsnederbörd är 2 294 millimeter. Den regnigaste månaden är september, med i genomsnitt 368 mm nederbörd, och den torraste är januari, med 20 mm nederbörd.